# 赤尾亜希
赤尾 亜希（あかお あき、1982年10月20日 - ）は実業団ヨネックス所属のバドミントン選手。
大分県日田市出身。三隈中学校、昭和女子高等学校を卒業。身長157cm。血液型はO型。
叔母がジュニアのコーチをしていたため、姉と一緒に始めたのがきっかけでバドミントンを始める。
姉の赤尾美代も女子シングルスで活躍しているバドミントン選手である。
ヨネックスに入ってからのダブルスのパートナーは松田友美であったが、2008年で松田友美が引退した後は今別府靖代とペアを組んでいた。
2009年の日本リーグ大阪守口大会の試合を最後に現役引退。

## 主な戦歴

### 国内試合
- 1999年
  - 全国高等学校バドミントン選手権大会女子ダブルス第3位
- 2003年
  - 全日本社会人バドミントン選手権大会女子ダブルス優勝
  - 全日本総合女子ダブルス第3位
- 2004年
  - 全日本総合女子ダブルス第3位
- 2005年
  - 全日本総合女子ダブルス準優勝
- 2006年
  - 全日本総合女子ダブルス第3位
- 2007年
  - 全日本総合女子ダブルス第3位
- 2008年
  - 国民体育大会ベスト8（大分県代表赤尾美代とのペア）
- 2009年
  - 全日本総合女子ダブルス第3位(今別府靖代とのペア)

### 国際試合
- 2005年
  - オランダオープン女子ダブルス第3位
- 2006年
  - 全英オープン女子ダブルスベスト8
  - ユーバー杯（国別対抗世界選手権）日本代表 団体ベスト8
  - YONEX OPEN JAPAN ベスト8
- 2007年
  - 全英オープン女子ダブルスベスト8
  - YONEX OPEN JAPAN ベスト8
  - スイスオープン ベスト8
  - フランスオープン ベスト8
  - 韓国オープン ベスト8
- 2008年
  - スイスオープン ベスト8